# HD 116061
HD 116061，又名BD-18 3587，SAO 157879、HR 5033，是一颗恒星，视星等为6.21，位于銀經312.61，銀緯42.82，其B1900.0坐标为赤經13h 16m 7.2s，赤緯-18° 42.82′ 54″。